# 迪穆蒂耶角
63°33′S 59°46′W / 63.550°S 59.767°W
迪穆蒂耶角（英語：Cape Dumoutier）是南極洲的海岬，位於帕默群島東北端，處於陶爾島東端，由儒勒·迪蒙·迪維爾率領的法國探險隊發現，現時由南極條約體系管理。